# Стовпчик

Будова квітки

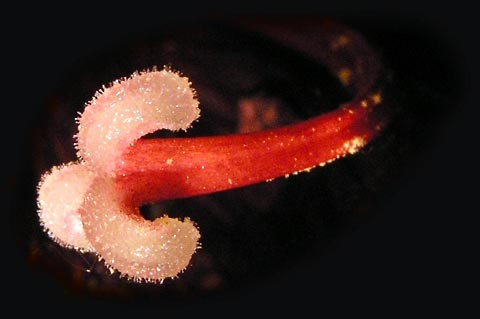
Приймочка і стовпчик квітки амарилісу.

Сто́впчик (лат. stylus) — видовжена середня циліндрична частина маточки. Зазвичай на стовпчику височіє приймочка.
Стовпчик складається з пухкої паренхімної тканини. Він ніби піднімає приймочку вгору, що іноді необхідно для запилення. Морфологія стовпчиків надзвичайно різноманітна і служить важливою систематичною ознакою. Для багатьох архаїчних родин (особливо з підкласу магнолієвих) характерна відсутність або слабкий розвиток стовпчика. Стовпчики часто нерозвинені і в багатьох спеціалізованих вітрозапилюваних форм, наприклад у багатьох злаків. У великих комахозапилювачів квітках (наприклад, у лілії) стовпчики досягають значної довжини, приймочка виноситься високо вгору, що полегшує запилення. Однак при цьому значно подовжується шлях пилкової трубки.
Морфологи розрізняють стилодії, тобто витягнуту частина простої маточки, і стовпчик — витягнуту частина складної маточки. Стовпчик виникає в результаті зрощення стилодій. Проте нерідко для обох випадків використовують термін — «стовпчик».